# 聖特雷濟尼亞 (聖卡塔琳娜州)
聖特雷濟尼亞（葡萄牙語：Santa Terezinha）是巴西聖卡塔琳娜州的一個市鎮。總面積715.50平方公里，總人口8787人，人口密度12.28人/平方公里。